# Góry Arakańskie

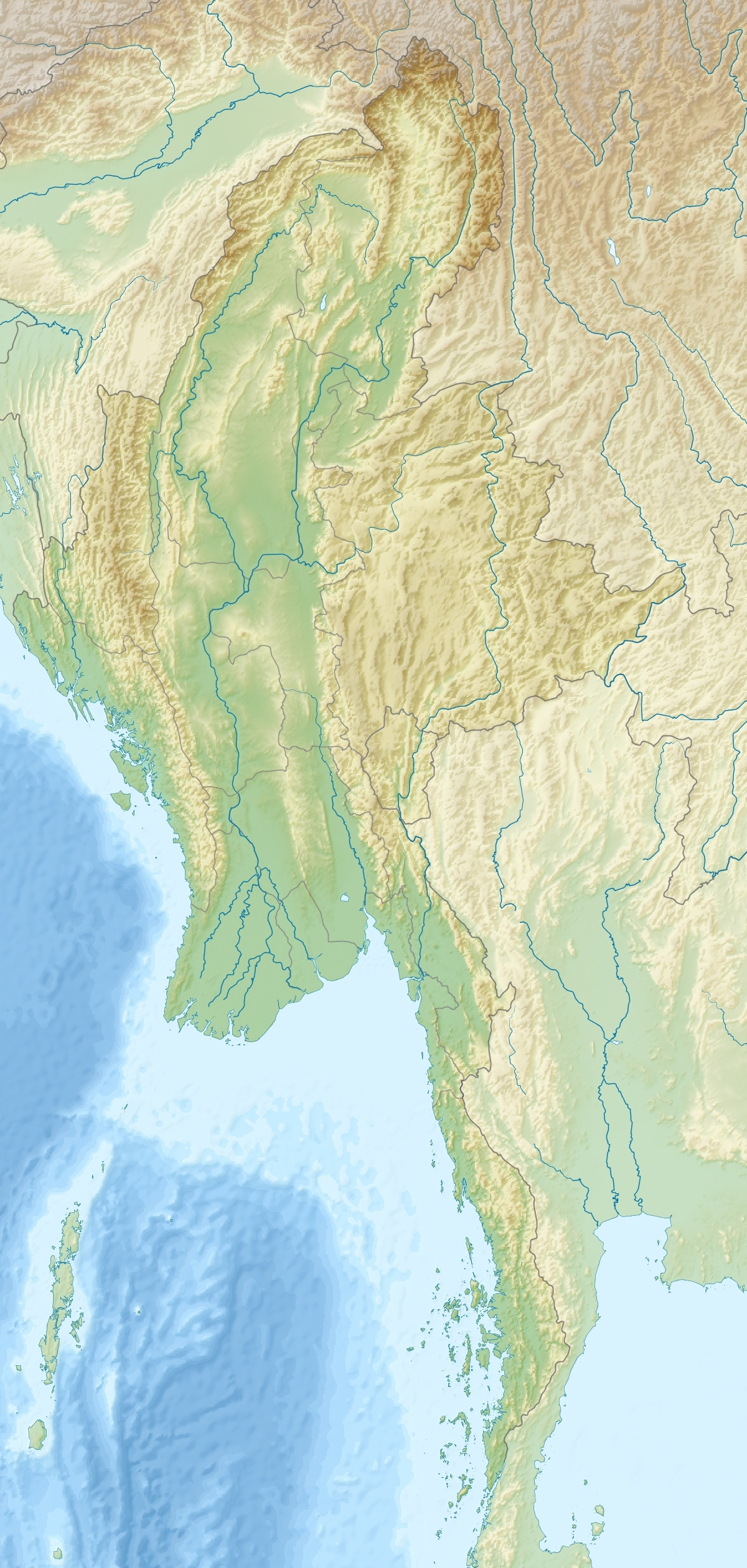
Góry Arakańskie

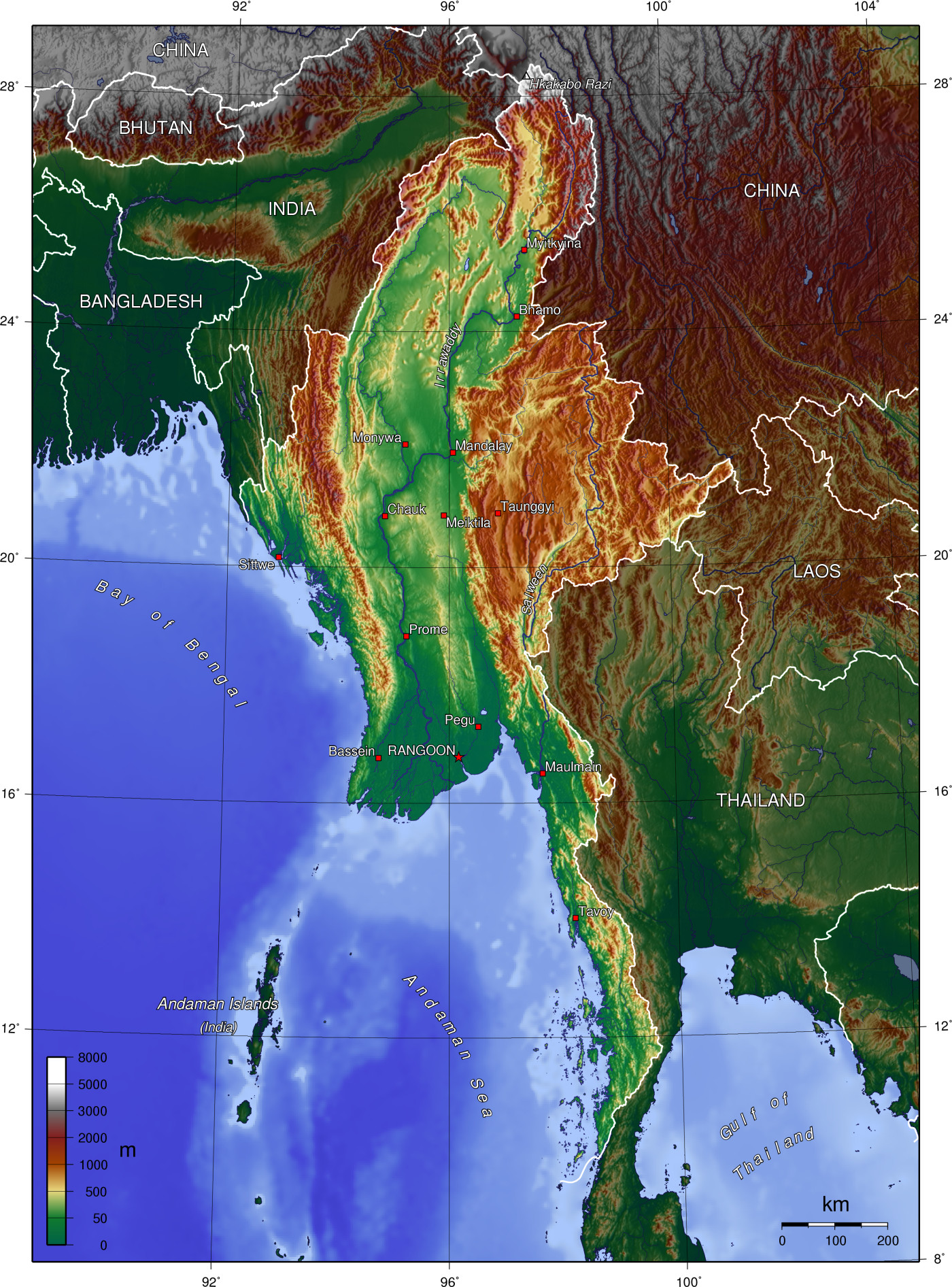
Góry Arakańskie

Góry Arakańskie (birm. Yakaing Yoma, Arakan Yoma ang. Rakhaing Yoma, Rakhaing Range, hist. Arakan Range) – pasmo górskie w zachodniej Mjanmie, ciągnące się na długości ok. 400 km wzdłuż wybrzeży Zatoki Bengalskiej od masywu Góry Wiktorii w paśmie Czin na północy aż po Deltę Irawadi na południu. Pod względem budowy geologicznej są częścią pasma fałdowego Birmy, a dokładniej zrębu arakańskiego. Wysokość bezwzględna dochodzi do 1997 m n.p.m. Stoki gór porośnięte są wilgotnymi lasami równikowymi i lasami monsunowymi. 